# Badminton la Jocurile Olimpice de vară din 2024 - individual masculin
Proba de badminton individual masculin de la Jocurile Olimpice de vară din 2024 de la Paris a avut loc în perioada 27 iulie-5 august 2024. Aceasta se va desfășura la Arena Porte de la Chapelle.

## Formatul competiției
Proba individual masculin se va desfășura în 2 faze: faza grupelor și faza eliminatorie. Pentru faza grupelor, jucătorii vor fi împărțiți în 14 grupe de câte 3 sau 4 jucători fiecare. Fiecare grupă se va juca după sistemul fiecare cu fiecare. Cel mai bun jucător din fiecare grupă va avansa în faza eliminatorie. Faza eliminatorie va fi un turneu de eliminare desfășurat în patru etape, cu un meci pentru medalia de bronz. 
Meciurile se vor juca după sistemul cel mai bun din trei seturi. Fiecare set se va juca până când un jucător va ajunge la 21 de puncte, dar să existe o diferență de 2 puncte, cu excepția cazului în care scorul ajunge la 30-29.

## Rezultate

### Faza grupelor

#### Grupa A
| Loc | Jucător             | MJ | MC | MP | SC | SP | DS | PC | PP | DP  | P | Calificare                     |
| --- | ------------------- | -- | -- | -- | -- | -- | -- | -- | -- | --- | - | ------------------------------ |
| 1   | Shi Yuqi (CHN)      | 1  | 1  | 0  | 2  | 0  | +2 | 42 | 19 | +23 | 1 | Calificare în optimi de finală |
| 2   | Giovanni Toti (ITA) | 1  | 0  | 1  | 0  | 2  | -2 | 19 | 42 | -23 | 0 |                                |
| 3   | Sören Opti (SUR)    | 0  | 0  | 0  | 0  | 0  | 0  | 0  | 0  | 0   | 0 | S-a retras                     |

1. Sören Opti s-a retras în timpul turneului.

| Dată     | Oră   | Jucător 1     | Scor      | Jucător 2     | Set 1 | Set 2 | Set 3 | Raport |
| -------- | ----- | ------------- | --------- | ------------- | ----- | ----- | ----- | ------ |
| 27 iulie | 11:00 | Shi Yuqi      | 2–0       | Sören Opti    | 21–5  | 21–7  |       | Raport |
| 29 iulie | 10:10 | Giovanni Toti | Retragere | Sören Opti    | 21–8  | 4–1r  |       | Raport |
| 31 iulie | 10:10 | Shi Yuqi      | 2–0       | Giovanni Toti | 21–9  | 21–10 |       | Raport |

#### Grupa C
| Loc | Jucător                  | MJ | MC | MP | SC | SP | DS | PC | PP | DP  | P | Calificare                     |
| --- | ------------------------ | -- | -- | -- | -- | -- | -- | -- | -- | --- | - | ------------------------------ |
| 1   | Kunlavut Vitidsarn (THA) | 1  | 1  | 0  | 2  | 0  | +2 | 42 | 21 | +21 | 1 | Calificare în optimi de finală |
| 2   | Julien Paul (MRI)        | 1  | 0  | 1  | 0  | 2  | -2 | 21 | 42 | -21 | 0 |                                |
| 3   | Kalle Koljonen (FIN)     | 0  | 0  | 0  | 0  | 0  | 0  | 0  | 0  | 0   | 0 | S-a retras                     |

1. Kalle Koljonen s-a retras în timpul turneului.

| Dată     | Oră   | Jucător 1          | Scor      | Jucător 2      | Set 1 | Set 2 | Set 3 | Raport |
| -------- | ----- | ------------------ | --------- | -------------- | ----- | ----- | ----- | ------ |
| 27 iulie | 11:00 | Kunlavut Vitidsarn | 2–0       | Julien Paul    | 21–9  | 21–12 |       | Raport |
| 29 iulie | 09:20 | Kalle Koljonen     | 2–0       | Julien Paul    | 21–9  | 21–10 |       | Raport |
| 31 iulie | 10:10 | Kunlavut Vitidsarn | Retragere | Kalle Koljonen | 21–4  | 8–0r  |       | Raport |

#### Grupa D
| Loc | Jucător               | MJ | MC | MP | SC | SP | DS | PC | PP | DP  | P | Calificare                     |
| --- | --------------------- | -- | -- | -- | -- | -- | -- | -- | -- | --- | - | ------------------------------ |
| 1   | Kenta Nishimoto (JPN) | 2  | 2  | 0  | 4  | 0  | +4 | 84 | 48 | +36 | 2 | Calificare în optimi de finală |
| 2   | Brian Yang (CAN)      | 2  | 1  | 1  | 2  | 2  | 0  | 74 | 70 | +4  | 1 |                                |
| 3   | Dmitriy Panarin (KAZ) | 2  | 0  | 2  | 0  | 4  | -4 | 44 | 84 | -40 | 0 |                                |

| Dată     | Oră   | Jucător 1       | Scor | Jucător 2       | Set 1 | Set 2 | Set 3 | Raport |
| -------- | ----- | --------------- | ---- | --------------- | ----- | ----- | ----- | ------ |
| 28 iulie | 08:30 | Kenta Nishimoto | 2–0  | Dmitriy Panarin | 21–5  | 21–11 |       | Raport |
| 29 iulie | 15:40 | Brian Yang      | 2–0  | Dmitriy Panarin | 21–18 | 21–10 |       | Raport |
| 31 iulie | 14:50 | Kenta Nishimoto | 2–0  | Brian Yang      | 21–14 | 21–18 |       | Raport |

#### Grupa E
| Loc | Jucător                         | MJ | MC | MP | SC | SP | DS | PC | PP | DP  | P | Calificare                     |
| --- | ------------------------------- | -- | -- | -- | -- | -- | -- | -- | -- | --- | - | ------------------------------ |
| 1   | Anders Antonsen (DEN)           | 2  | 2  | 0  | 4  | 0  | +4 | 84 | 52 | +32 | 2 | Calificare în optimi de finală |
| 2   | Ade Resky Dwicahyo (AZE)        | 2  | 1  | 1  | 2  | 2  | 0  | 66 | 71 | -5  | 1 |                                |
| 3   | Collins Valentine Filimon (AUT) | 2  | 0  | 2  | 0  | 4  | -4 | 57 | 84 | -27 | 0 |                                |

| Dată     | Oră   | Jucător 1          | Scor | Jucător 2                 | Set 1 | Set 2 | Set 3 | Raport |
| -------- | ----- | ------------------ | ---- | ------------------------- | ----- | ----- | ----- | ------ |
| 28 iulie | 19:30 | Anders Antonsen    | 2–0  | Collins Valentine Filimon | 21–10 | 21–18 |       | Raport |
| 29 iulie | 20:20 | Ade Resky Dwicahyo | 2–0  | Collins Valentine Filimon | 21–18 | 21–11 |       | Raport |
| 31 iulie | 16:30 | Anders Antonsen    | 2–0  | Ade Resky Dwicahyo        | 21–10 | 21–14 |       | Raport |

#### Grupa G
| Loc | Jucător                 | MJ | MC | MP | SC | SP | DS | PC | PP | DP  | P | Calificare                     |
| --- | ----------------------- | -- | -- | -- | -- | -- | -- | -- | -- | --- | - | ------------------------------ |
| 1   | Lee Zii Jia (MAS)       | 2  | 2  | 0  | 4  | 0  | +4 | 84 | 49 | +35 | 2 | Calificare în optimi de finală |
| 2   | Pablo Abián (ESP)       | 2  | 1  | 1  | 2  | 2  | 0  | 65 | 70 | -5  | 1 |                                |
| 3   | Viren Nettasinghe (SRI) | 2  | 0  | 2  | 0  | 4  | -4 | 54 | 84 | -30 | 0 |                                |

| Dată     | Oră   | Jucător 1   | Scor | Jucător 2         | Set 1 | Set 2 | Set 3 | Raport |
| -------- | ----- | ----------- | ---- | ----------------- | ----- | ----- | ----- | ------ |
| 28 iulie | 10:10 | Lee Zii Jia | 2–0  | Viren Nettasinghe | 21–14 | 21–12 |       | Raport |
| 30 iulie | 08:30 | Pablo Abián | 2–0  | Viren Nettasinghe | 21–9  | 21–19 |       | Raport |
| 31 iulie | 14:50 | Lee Zii Jia | 2–0  | Pablo Abián       | 21–10 | 21–13 |       | Raport |

#### Grupa H
| Loc | Jucător                        | MJ | MC | MP | SC | SP | DS | PC | PP | DP  | P | Calificare                     |
| --- | ------------------------------ | -- | -- | -- | -- | -- | -- | -- | -- | --- | - | ------------------------------ |
| 1   | Anthony Sinisuka Ginting (INA) | 2  | 2  | 0  | 4  | 0  | +4 | 84 | 49 | +35 | 2 | Calificare în optimi de finală |
| 2   | Toma Junior Popov (FRA)        | 2  | 1  | 1  | 2  | 2  | 0  | 65 | 70 | -5  | 1 |                                |
| 3   | Howard Shu (USA)               | 2  | 0  | 2  | 0  | 4  | -4 | 54 | 84 | -30 | 0 |                                |

| Dată     | Oră   | Jucător 1                | Scor | Jucător 2         | Set 1 | Set 2 | Set 3 | Raport |
| -------- | ----- | ------------------------ | ---- | ----------------- | ----- | ----- | ----- | ------ |
| 28 iulie | 14:00 | Anthony Sinisuka Ginting | 2–0  | Howard Shu        | 21–14 | 21–8  |       | Raport |
| 30 iulie | 10:10 | Toma Junior Popov        | 2–0  | Howard Shu        | 21–11 | 21–12 |       | Raport |
| 31 iulie | 16:30 | Anthony Sinisuka Ginting | 1–2  | Toma Junior Popov | 19–21 | 21–17 | 15–21 | Raport |

#### Grupa I
| Loc | Jucător                  | MJ | MC | MP | SC | SP | DS | PC | PP | DP  | P | Calificare                     |
| --- | ------------------------ | -- | -- | -- | -- | -- | -- | -- | -- | --- | - | ------------------------------ |
| 1   | Chou Tien-chen (TPE)     | 2  | 2  | 0  | 4  | 0  | +4 | 84 | 61 | +23 | 2 | Calificare în optimi de finală |
| 2   | Lee Cheuk Yiu (HKG)      | 2  | 1  | 1  | 2  | 3  | -1 | 88 | 85 | +3  | 1 |                                |
| 3   | Luis Ramón Garrido (MEX) | 2  | 0  | 2  | 1  | 4  | -3 | 73 | 99 | -26 | 0 |                                |

| Dată     | Oră   | Jucător 1      | Scor | Jucător 2          | Set 1 | Set 2 | Set 3 | Raport |
| -------- | ----- | -------------- | ---- | ------------------ | ----- | ----- | ----- | ------ |
| 28 iulie | 16:30 | Chou Tien-chen | 2–0  | Luis Ramón Garrido | 21–17 | 21–13 |       | Raport |
| 30 iulie | 15:40 | Lee Cheuk Yiu  | 2–1  | Luis Ramón Garrido | 21–5  | 15–21 | 21–17 | Raport |
| 31 iulie | 15:40 | Chou Tien-chen | 2–0  | Lee Cheuk Yiu      | 21–18 | 21–13 |       | Raport |

#### Grupa J
| Loc | Jucător              | MJ | MC | MP | SC | SP | DS | PC | PP | DP  | P | Calificare                     |
| --- | -------------------- | -- | -- | -- | -- | -- | -- | -- | -- | --- | - | ------------------------------ |
| 1   | Kodai Naraoka (JPN)  | 2  | 2  | 0  | 4  | 0  | +4 | 84 | 49 | +35 | 2 | Calificare în optimi de finală |
| 2   | Jeon Hyeok-jin (KOR) | 2  | 1  | 1  | 2  | 2  | 0  | 65 | 70 | -5  | 1 |                                |
| 3   | Ygor Coelho (BRA)    | 2  | 0  | 2  | 0  | 4  | -4 | 54 | 84 | -30 | 0 |                                |

| Dată     | Oră   | Jucător 1      | Scor | Jucător 2      | Set 1 | Set 2 | Set 3 | Raport |
| -------- | ----- | -------------- | ---- | -------------- | ----- | ----- | ----- | ------ |
| 28 iulie | 15:40 | Kodai Naraoka  | 2–0  | Ygor Coelho    | 21–16 | 21–19 |       | Raport |
| 30 iulie | 14:50 | Jeon Hyeok-jin | 2–0  | Ygor Coelho    | 21–12 | 21–19 |       | Raport |
| 31 iulie | 16:30 | Kodai Naraoka  | 2–0  | Jeon Hyeok-jin | 21–10 | 21–16 |       | Raport |

#### Grupa K
| Loc | Jucător             | MJ | MC | MP | SC | SP | DS | PC  | PP | DP  | P | Calificare                     |
| --- | ------------------- | -- | -- | -- | -- | -- | -- | --- | -- | --- | - | ------------------------------ |
| 1   | Prannoy H. S. (IND) | 2  | 2  | 0  | 4  | 1  | +3 | 100 | 74 | +26 | 2 | Calificare în optimi de finală |
| 2   | Lê Đức Phát (VIE)   | 2  | 1  | 1  | 3  | 2  | +1 | 86  | 78 | +8  | 1 |                                |
| 3   | Fabian Roth (GER)   | 2  | 0  | 2  | 0  | 4  | -4 | 50  | 84 | -34 | 0 |                                |

| Dată     | Oră   | Jucător 1     | Scor | Jucător 2   | Set 1 | Set 2 | Set 3 | Raport |
| -------- | ----- | ------------- | ---- | ----------- | ----- | ----- | ----- | ------ |
| 28 iulie | 16:30 | Prannoy H. S. | 2–0  | Fabian Roth | 21–18 | 21–12 |       | Raport |
| 30 iulie | 20:20 | Lê Đức Phát   | 2–0  | Fabian Roth | 21–10 | 21–10 |       | Raport |
| 31 iulie | 19:30 | Prannoy H. S. | 2–1  | Lê Đức Phát | 16–21 | 21–11 | 21–12 | Raport |

#### Grupa L
| Loc | Jucător                | MJ | MC | MP | SC | SP | DS | PC | PP  | DP  | P | Calificare                     |
| --- | ---------------------- | -- | -- | -- | -- | -- | -- | -- | --- | --- | - | ------------------------------ |
| 1   | Lakshya Sen (IND)      | 2  | 2  | 0  | 4  | 0  | +4 | 84 | 63  | +21 | 2 | Calificare în optimi de finală |
| 2   | Jonatan Christie (INA) | 2  | 1  | 1  | 2  | 3  | -1 | 90 | 90  | 0   | 1 |                                |
| 3   | Julien Carraggi (BEL)  | 2  | 0  | 2  | 1  | 4  | -3 | 81 | 102 | -21 | 0 |                                |
| 4   | Kevin Cordón (GUA)     | 0  | 0  | 0  | 0  | 0  | 0  | 0  | 0   | 0   | 0 | S-a retras                     |

1. Kevin Cordón s-a retras în timpul turneului.[2]

| Dată     | Oră   | Jucător 1        | Scor | Jucător 2       | Set 1 | Set 2 | Set 3 | Raport |
| -------- | ----- | ---------------- | ---- | --------------- | ----- | ----- | ----- | ------ |
| 27 iulie | 15:40 | Lakshya Sen      | 2–0  | Kevin Cordón    | 21–8  | 22–20 |       | Raport |
| 27 iulie | 16:30 | Jonatan Christie | 2–1  | Julien Carraggi | 18–21 | 21–11 | 21–16 | Raport |
| 29 iulie | 14:00 | Lakshya Sen      | 2–0  | Julien Carraggi | 21–19 | 21–14 |       | Raport |
| 31 iulie | 10:10 | Jonatan Christie | 0–2  | Lakshya Sen     | 18–21 | 12–21 |       | Raport |

#### Grupa M
| Loc | Jucător             | MJ | MC | MP | SC | SP | DS | PC | PP | DP  | P | Calificare                     |
| --- | ------------------- | -- | -- | -- | -- | -- | -- | -- | -- | --- | - | ------------------------------ |
| 1   | Loh Kean Yew (SGP)  | 2  | 2  | 0  | 4  | 0  | +4 | 84 | 52 | +32 | 2 | Calificare în optimi de finală |
| 2   | Jan Louda (CZE)     | 2  | 1  | 1  | 2  | 2  | 0  | 65 | 64 | +1  | 1 |                                |
| 3   | Uriel Canjura (ESA) | 2  | 0  | 2  | 0  | 4  | -4 | 51 | 84 | -33 | 0 |                                |

| Dată     | Oră   | Jucător 1     | Scor | Jucător 2     | Set 1 | Set 2 | Set 3 | Raport |
| -------- | ----- | ------------- | ---- | ------------- | ----- | ----- | ----- | ------ |
| 28 iulie | 20:20 | Loh Kean Yew  | 2–0  | Jan Louda     | 21–13 | 21–10 |       | Raport |
| 30 iulie | 19:30 | Uriel Canjura | 0–2  | Jan Louda     | 12–21 | 10–21 |       | Raport |
| 31 iulie | 20:20 | Loh Kean Yew  | 2–0  | Uriel Canjura | 21–13 | 21–16 |       | Raport |

#### Grupa N
| Loc | Jucător                        | MJ | MC | MP | SC | SP | DS | PC | PP | DP  | P | Calificare                     |
| --- | ------------------------------ | -- | -- | -- | -- | -- | -- | -- | -- | --- | - | ------------------------------ |
| 1   | Li Shifeng (CHN)               | 2  | 2  | 0  | 4  | 0  | +4 | 84 | 60 | +24 | 2 | Calificare în optimi de finală |
| 2   | Tobias Künzi (SUI)             | 2  | 1  | 1  | 2  | 2  | 0  | 69 | 76 | -7  | 1 |                                |
| 3   | Anuoluwapo Juwon Opeyori (NGR) | 2  | 0  | 2  | 0  | 4  | -4 | 68 | 85 | -17 | 0 |                                |

| Dată     | Oră   | Jucător 1                | Scor | Jucător 2                | Set 1 | Set 2 | Set 3 | Raport |
| -------- | ----- | ------------------------ | ---- | ------------------------ | ----- | ----- | ----- | ------ |
| 28 iulie | 11:00 | Li Shifeng               | 2–0  | Tobias Künzi             | 21–13 | 21–13 |       | Raport |
| 30 iulie | 19:30 | Anuoluwapo Juwon Opeyori | 0–2  | Tobias Künzi             | 20–22 | 14–21 |       | Raport |
| 31 iulie | 20:20 | Li Shifeng               | 2–0  | Anuoluwapo Juwon Opeyori | 21–17 | 21–17 |       | Raport |

#### Grupa P
| Loc | Jucător               | MJ | MC | MP | SC | SP | DS | PC  | PP  | DP  | P | Calificare                     |
| --- | --------------------- | -- | -- | -- | -- | -- | -- | --- | --- | --- | - | ------------------------------ |
| 1   | Viktor Axelsen (DEN)  | 3  | 3  | 0  | 6  | 0  | +6 | 126 | 57  | +69 | 3 | Calificare în optimi de finală |
| 2   | Nhat Nguyen (IRL)     | 3  | 2  | 1  | 4  | 3  | +1 | 126 | 105 | +21 | 2 |                                |
| 3   | Misha Zilberman (ISR) | 3  | 1  | 2  | 3  | 4  | -1 | 113 | 125 | -12 | 1 |                                |
| 4   | Prince Dahal (NEP)    | 3  | 0  | 3  | 0  | 6  | -6 | 48  | 126 | -78 | 0 |                                |

| Dată     | Oră   | Jucător 1       | Scor | Jucător 2       | Set 1 | Set 2 | Set 3 | Raport |
| -------- | ----- | --------------- | ---- | --------------- | ----- | ----- | ----- | ------ |
| 27 iulie | 21:10 | Nhat Nguyen     | 2–1  | Misha Zilberman | 21–17 | 19–21 | 21–13 | Raport |
| 27 iulie | 21:10 | Viktor Axelsen  | 2–0  | Prince Dahal    | 21–8  | 21–6  |       | Raport |
| 29 iulie | 21:10 | Nhat Nguyen     | 2–0  | Prince Dahal    | 21–7  | 21–5  |       | Raport |
| 29 iulie | 22:00 | Viktor Axelsen  | 2–0  | Misha Zilberman | 21–9  | 21–11 |       | Raport |
| 31 iulie | 09:20 | Misha Zilberman | 2–0  | Prince Dahal    | 21–12 | 21–10 |       | Raport |
| 31 iulie | 09:20 | Viktor Axelsen  | 2–0  | Nhat Nguyen     | 21–13 | 21–10 |       | Raport |

### Faza eliminatorie
|  | Optimi de finală | Optimi de finală         | Optimi de finală      | Optimi de finală         | Optimi de finală |    |                          | Sferturi de finală       | Sferturi de finală | Sferturi de finală | Sferturi de finală | Sferturi de finală |    |                   | Semifinale | Semifinale | Semifinale | Semifinale | Semifinale                     |                                |                                | Finala                         | Finala                         | Finala | Finala | Finala |  |
|  |                  |                          |                       |                          |                  |    |                          |                          |                    |                    |                    |                    |    |                   |            |            |            |            |                                |                                |                                |                                |                                |        |        |        |  |
|  |                  |                          |                       |                          |                  |    |                          | A1                       | Shi Yuqi (CHN)     | 12                 | 10                 |                    |    |                   |            |            |            |            |                                |                                |                                |                                |                                |        |        |        |  |
|  |                  |                          |                       |                          |                  |    |                          | A1                       | Shi Yuqi (CHN)     | 12                 | 10                 |                    |    |                   |            |            |            |            |                                |                                |                                |                                |                                |        |        |        |  |
|  |                  |                          | C1                    | Kunlavut Vitidsarn (THA) | 21               | 21 |                          |                          |                    |                    |                    |                    |    |                   |            |            |            |            |                                |                                |                                |                                |                                |        |        |        |  |
|  | C1               | Kunlavut Vitidsarn (THA) | C1                    | Kunlavut Vitidsarn (THA) | 21               | 21 | 16                       | 21                       | 21                 |                    |                    |                    |    |                   |            |            |            |            |                                |                                |                                |                                |                                |        |        |        |  |
|  | C1               | Kunlavut Vitidsarn (THA) |                       |                          |                  |    |                          |                          |                    |                    |                    |                    |    |                   |            |            |            |            |                                |                                |                                |                                |                                |        |        |        |  |
|  | D1               | Kenta Nishimoto (JPN)    | 21                    | 14                       | 12               |    |                          |                          |                    |                    |                    |                    |    |                   |            |            |            |            |                                |                                |                                |                                |                                |        |        |        |  |
|  | D1               | Kenta Nishimoto (JPN)    | 21                    | 14                       | 12               |    | C1                       | Kunlavut Vitidsarn (THA) | 21                 | 21                 |                    |                    |    |                   |            |            |            |            |                                |                                |                                |                                |                                |        |        |        |  |
|  |                  |                          |                       |                          |                  |    |                          |                          |                    |                    |                    |                    |    |                   |            |            |            |            |                                |                                |                                |                                |                                |        |        |        |  |
|  |                  |                          | G1                    | Lee Zii Jia (MAS)        | 14               | 15 |                          |                          |                    |                    |                    |                    |    |                   |            |            |            |            |                                |                                |                                |                                |                                |        |        |        |  |
|  |                  |                          |                       |                          |                  | 15 |                          |                          |                    |                    |                    |                    |    |                   |            |            |            |            |                                |                                |                                |                                |                                |        |        |        |  |
|  |                  |                          |                       |                          |                  |    |                          |                          |                    |                    |                    |                    |    |                   |            |            |            |            |                                |                                |                                |                                |                                |        |        |        |  |
|  |                  |                          |                       |                          |                  |    |                          |                          |                    |                    |                    |                    |    |                   |            |            |            |            |                                |                                |                                |                                |                                |        |        |        |  |
|  |                  | E1                       | Anders Antonsen (DEN) | 17                       | 15               |    |                          |                          |                    |                    |                    |                    |    |                   |            |            |            |            |                                |                                |                                |                                |                                |        |        |        |  |
|  |                  |                          |                       |                          |                  |    |                          |                          |                    |                    |                    |                    |    |                   |            |            |            |            |                                |                                |                                |                                |                                |        |        |        |  |
|  |                  |                          | G1                    | Lee Zii Jia (MAS)        | 21               | 21 |                          |                          |                    |                    |                    |                    |    |                   |            |            |            |            |                                |                                |                                |                                |                                |        |        |        |  |
|  | G1               | Lee Zii Jia (MAS)        | G1                    | Lee Zii Jia (MAS)        | 21               | 21 | 21                       | 24                       |                    |                    |                    |                    |    |                   |            |            |            |            |                                |                                |                                |                                |                                |        |        |        |  |
|  | G1               | Lee Zii Jia (MAS)        |                       |                          |                  |    |                          |                          |                    |                    |                    |                    |    |                   |            |            |            |            |                                |                                |                                |                                |                                |        |        |        |  |
|  | H1               | Toma Junior Popov (FRA)  | 13                    | 22                       |                  |    |                          |                          |                    |                    |                    |                    |    |                   |            |            |            |            |                                |                                |                                |                                |                                |        |        |        |  |
|  | H1               | Toma Junior Popov (FRA)  | 13                    | 22                       |                  | C1 | Kunlavut Vitidsarn (THA) | 11                       | 11                 |                    |                    |                    |    |                   |            |            |            |            |                                |                                |                                |                                |                                |        |        |        |  |
|  |                  |                          |                       |                          |                  |    |                          |                          |                    |                    |                    |                    |    |                   |            |            |            |            |                                |                                |                                |                                |                                |        |        |        |  |
|  |                  |                          | P1                    | Viktor Axelsen (DEN)     | 21               | 21 |                          |                          |                    |                    |                    |                    |    |                   |            |            |            |            |                                |                                |                                |                                |                                |        |        |        |  |
|  | I1               | Chou Tien-chen (TPE)     | P1                    | Viktor Axelsen (DEN)     | 21               | 21 | 21                       | 21                       |                    |                    |                    |                    |    |                   |            |            |            |            |                                |                                |                                |                                |                                |        |        |        |  |
|  | I1               | Chou Tien-chen (TPE)     |                       |                          |                  |    | 21                       | 21                       |                    |                    |                    |                    |    |                   |            |            |            |            |                                |                                |                                |                                |                                |        |        |        |  |
|  | J1               | Kodai Naraoka (JPN)      | 12                    | 16                       |                  |    |                          |                          |                    |                    |                    |                    |    |                   |            |            |            |            |                                |                                |                                |                                |                                |        |        |        |  |
|  | J1               | Kodai Naraoka (JPN)      | 12                    | 16                       |                  | I1 | Chou Tien-chen (TPE)     | 21                       | 15                 | 12                 |                    |                    |    |                   |            |            |            |            |                                |                                |                                |                                |                                |        |        |        |  |
|  |                  |                          |                       |                          |                  | I1 | Chou Tien-chen (TPE)     | 21                       | 15                 | 12                 |                    |                    |    |                   |            |            |            |            |                                |                                |                                |                                |                                |        |        |        |  |
|  |                  |                          | L1                    | Lakshya Sen (IND)        | 19               | 21 | 21                       |                          |                    |                    |                    |                    |    |                   |            |            |            |            |                                |                                |                                |                                |                                |        |        |        |  |
|  | K1               | Prannoy H. S. (IND)      | L1                    | Lakshya Sen (IND)        | 19               | 21 | 21                       | 12                       | 6                  |                    |                    |                    |    |                   |            |            |            |            |                                |                                |                                |                                |                                |        |        |        |  |
|  | K1               | Prannoy H. S. (IND)      |                       |                          |                  |    |                          |                          |                    |                    |                    |                    |    |                   |            |            |            |            |                                |                                |                                |                                |                                |        |        |        |  |
|  | L1               | Lakshya Sen (IND)        | 21                    | 21                       |                  |    |                          |                          |                    |                    |                    |                    |    |                   |            |            |            |            |                                |                                |                                |                                |                                |        |        |        |  |
|  | L1               | Lakshya Sen (IND)        | 21                    | 21                       |                  | L1 | Lakshya Sen (IND)        | 20                       | 14                 |                    |                    |                    |    |                   |            |            |            |            |                                |                                |                                |                                |                                |        |        |        |  |
|  |                  |                          |                       |                          |                  |    |                          |                          |                    |                    |                    |                    |    |                   |            |            |            |            |                                |                                |                                |                                |                                |        |        |        |  |
|  |                  |                          | P1                    | Viktor Axelsen (DEN)     | 22               | 21 |                          |                          |                    |                    |                    |                    |    |                   |            |            |            |            |                                |                                |                                |                                |                                |        |        |        |  |
|  | M1               | Loh Kean Yew (SGP)       | P1                    | Viktor Axelsen (DEN)     | 22               | 21 | 23                       | 21                       |                    |                    |                    |                    |    |                   |            |            |            |            | Meciul pentru medalia de bronz | Meciul pentru medalia de bronz | Meciul pentru medalia de bronz | Meciul pentru medalia de bronz | Meciul pentru medalia de bronz |        |        |        |  |
|  | M1               | Loh Kean Yew (SGP)       |                       |                          |                  |    |                          |                          |                    |                    |                    |                    |    |                   |            |            |            |            |                                |                                |                                |                                |                                |        |        |        |  |
|  | N1               | Li Shifeng (CHN)         | 21                    | 15                       |                  |    |                          |                          |                    |                    |                    |                    |    |                   |            |            |            |            |                                |                                |                                |                                |                                |        |        |        |  |
|  | N1               | Li Shifeng (CHN)         | 21                    | 15                       |                  | M1 | Loh Kean Yew (SGP)       | 9                        | 17                 |                    |                    |                    | G1 | Lee Zii Jia (MAS) | 13         | 21         | 21         |            |                                |                                |                                |                                |                                |        |        |        |  |
|  |                  |                          |                       |                          |                  | M1 | Loh Kean Yew (SGP)       | 9                        | 17                 |                    |                    |                    | G1 | Lee Zii Jia (MAS) | 13         | 21         | 21         |            |                                |                                |                                |                                |                                |        |        |        |  |
|  |                  |                          | P1                    | Viktor Axelsen (DEN)     | 21               | 21 |                          |                          |                    | L1                 | Lakshya Sen (IND)  | 21                 | 16 | 11                |            |            |            |            |                                |                                |                                |                                |                                |        |        |        |  |